# Роберто Олабе дель Арко
Роберто Олабе дель Арко (ісп. Roberto Olabe del Arco, нар. 5 травня 1996, Саламанка) — іспанський футболіст, захисник клубу «Ейбар».

## Ігрова кар'єра
Народився 5 травня 1996 року в місті Саламанка. Вихованець футбольної школи клубу «Реал Сосьєдад».
У дорослому футболі дебютував 2014 року виступами за третю команду цього клубу, а з наступного року залучався до складу його другої команди.
Згодом грав за третю команду «Вільярреала», другу команду мадридського «Атлетіко» та «Екстремадуру».
2019 року уклав контракт з «Ейбаром», проте був відразу ж відданий в оренду до «Альбасете», а згодом знову до «Екстремадури».
2020 року повернувся до «Ейбара».